# Ямамото Байіцу
Ямамото Байіцу (14 листопада 1783 — 7 лютого 1856) — японський художник, поет періоду Едо. Представник школи Нанга.

## Життєпис
Походив з мистецького роду. Народився в Нагої в родині скульптора, який працює для правителів володіння Оварі-хана — гілки клану Токугава. Хлопчиком його віддали в навчання до художника-аматора Камія Тен'ю. Тут Байіцу затоваришував з Накабаясі Тікутьо, разом з яким 1802 року перебрався до Кіото. Тут навчався живопису спочатку в Ямада кудзьо, а потім — Ямамото Рантея, представника школи Кано. На честь вчителя взяв собі прізвище Ямамото. В подальшому змінив навчався у Ураґамі Сюнкіна, вивчав стилі живописних шкіл Рін, Тоса, Маруяма-Сідзьо. Він також вивчав китайські картини в храмах Кіото і за його межами.
У 1854 році він повернувся до Нагої, де був призначений офіційним художником роду Оварійських Токугава. Невдовзі художника було зараховано до самурайського стану. Втім помер у 1856 році в Нагої.

## Творчість
На основі вивчених стилів розробив власний. Працював переважно у жанрах будзінга («живопис літераторів») і като-е («квіти і птахи»). Байіцу створював картини природи, розписуючи сувої, ширми та екрани зображеннями птахів, квітів і тварин. Образи вражаю смаком, вони добре оформлені. До шедеврів відносяться сувій «Водоспад і бамбуковий гай», «Осінні трави», «Сосна, Бамбук і Слива», «Три друзі холодного сезону».
Крім живопису він займався складанням віршів, був досить відомим поетом і майстром чайної церемонії.